# Брон-Эр-Айр

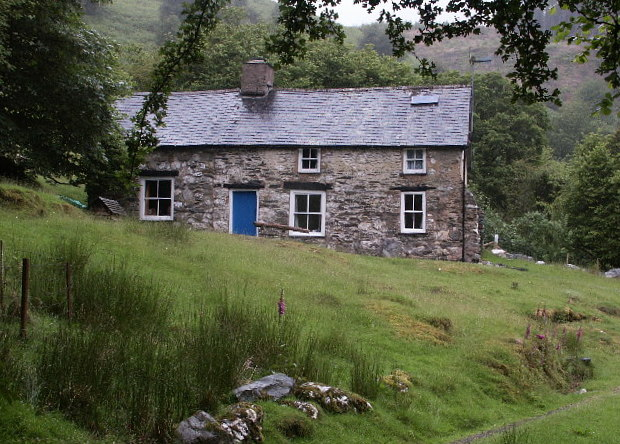
Фасад здания в 2004 году

Брон-Эр-Айр (англ. Bron-Yr-Aur, [brɔn.ər.aɪr]; в переводе с валлийского «Золотая грудь», или, в более поэтичной форме, «Золотой холм») — коттедж 18-го века, расположенный на окраине города Махинллет, в Уэльсе, наиболее известен связью с английской рок-группой Led Zeppelin. В 1970 году Джимми Пейдж и Роберт Плант отправились туда и написали ряд треков, выпущенных на третьем и четвёртом студийных альбомах коллектива, включая «Immigrant Song» и «Stairway to Heaven».

## История
В 1950-х годах этот коттедж использовался в качестве дома для отдыха семьей будущего вокалиста Led Zeppelin Роберта Планта. В 1970 году Плант и гитарист Джимми Пейдж отправились в Брон-Эр-Айр после долгого и изнурительного концертного тура по Северной Америке. Хотя в коттедже не было ни водопровода, ни электричества, они использовали его как ретрит, чтобы сочинить и записать часть третьего альбома Led Zeppelin. Вместе с ними в коттедж приехали жена Планта Морин и 18-месячная дочь Кармен, подруга Пейджа Шарлотта Мартин, а также роуди Led Zeppelin Клайв Коулсон, Генри Смит и Сэнди Макгрегор. Первоначально эта поездка планировалась не столько для написания песен, сколько для отдыха. Музыканты проводили долгие часы в прогулках по окрестностям и разъезжая на джипе вдоль близлежащих поселений. Прихватив кассетные магнитофоны они работали над мелодиями прямо в дороге. Вечера проходили возле камина — музыканты были утомлены, но испытывали прилив наслаждения. Постепенно начали обрисовываться контуры третьего альбома, с преобладающими народными мелодиями, противоположным стилю Led Zeppelin II. Впоследствии Плант подытожил эту поездку: 
Пришла пора сделать шаг назад, осмыслить ситуацию и не потерять себя, Zeppelin становились очень популярными, и мы хотели, чтобы остальная часть нашего творческого пути прошла на достаточно умеренной высоте. Отсюда наша поездка в горы и рождение эфирных Рейджа и Планта. Я полагал, что мы сможем обрести немного покоя и тишины и проникнемся калифорнийским блюзом, который лучше сможем передать в Уэльсе, а не в Сан-Франциско. Это было отличное место.

По воспоминаниям Джимми Пейджа: 
Мы с Робертом [Плантом] отправились в Брон-Эр-Айр в 1970 году. До этого момента у нас был очень плотный график. Даже записываться приходилось во время гастролей. У нас выдалось свободное время и Роберт предложил мне поехать в коттедж. До этого я не бывал в этом районе Уэльса. Поэтому мы взяли наши гитары и сыграли там несколько фрагментов. Эта чудесная сельская местность, панорамные виды и наличие гитар ... нельзя было представить лучшие условия, чтобы поджемовать. И мы начали сочинять [материал].

Гитарист так описывал время проведённое в Брон-Эр-Айр в 1970 году: 
...это был первый раз, когда я по-настоящему узнал Роберта [Планта]. В Брон-Эр-Айре мы по-настоящему жили вместе, а не занимали соседние гостиничные номера. Песни привели нас в те области, которые изменили группу, и после этого, у нас утвердился стандарт путешествий для вдохновения… а это лучшее, что может сделать музыкант.
Песни Led Zeppelin, которые были сочинены Пейджем и Плантов в Брон-Эр-Айр в 1970 году, включают: «Over the Hills and Far Away» и «The Crunge» (обе из Houses of the Holy), «The Rover», «Bron-Yr-Aur» и «Down by The Seaside» (из Physical Graffiti), «Poor Tom» (из Coda), а также три композиции, которые использовались на Led Zeppelin III: «Friends», «Bron-Y-Aur Stomp» и «That’s The Way». Там же были записаны две песни под названием «Another Way To Wales» и «I Wanna Be Her Man», которые так и не попали на официальный альбомы группы. Однако, черновую запись «I Wanna Be Her Man», можно услышать на бутлеге лейбле Antrabata.

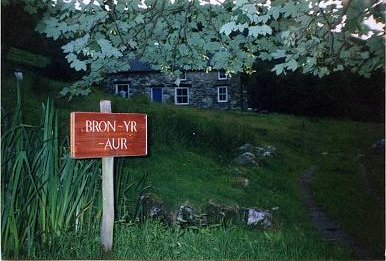
Указатель возле Брон-Эр-Айр

Когда в 1994 году на сцене во время концертного воссоединения Пейджа и Планта, вокалист объявил зрителям дочь Пейджа, Скарлет Пейдж, он сказал: «зачатая примерно через полчаса после того, как „That’s the Way“ была написана в Брон-Эр-Айре».
Led Zeppelin использовали название коттеджа в нескольких своих песнях: «Bron-Y-Aur Stomp» (по ошибке, название было неправильно напечатано на обложке) и «Bron-Yr-Aur». Композиция, навеянная стилем кантри, «Bron-Y-Aur Stomp» была выпущена на альбоме Led Zeppelin III, в ней Роберт Плант пел о прогулке по лесу со своим псом Страйдером — голубоглазой собакой окраса мерль. Более ранняя, полностью электрическая инструментальная версия этой песни — «Jennings Farm Blues», была записана в студии Olympic Studios в 1969 году и впоследствии включена в бутлег Studio Gems. В отличие от «Bron-Y-Aur Stomp», трек «Bron-Yr-Aur» является нежным, акустическим инструменталом, исполняемым Пейджем на шестиструнной гитаре; он появился на более позднем альбоме группы — Physical Graffiti, а также в кинофильмах «Песня остаётся всё такой же» и «Почти знаменит».
16 июня 2016 года, во время судебных разбирательств об авторских правах на песню «Stairway to Heaven», Пейдж дал показания под присягой, что написал её акустическое вступление в поместье Хедли-Грейндж, а не в Брон-Эр-Айр.